# Stabsamt Bräunlingen
Das Stabsamt Bräunlingen war eine Verwaltungseinheit im Südosten des Großherzogtums Baden. Es bestand von 1820 bis 1840.

## Geschichte

### Historischer Hintergrund

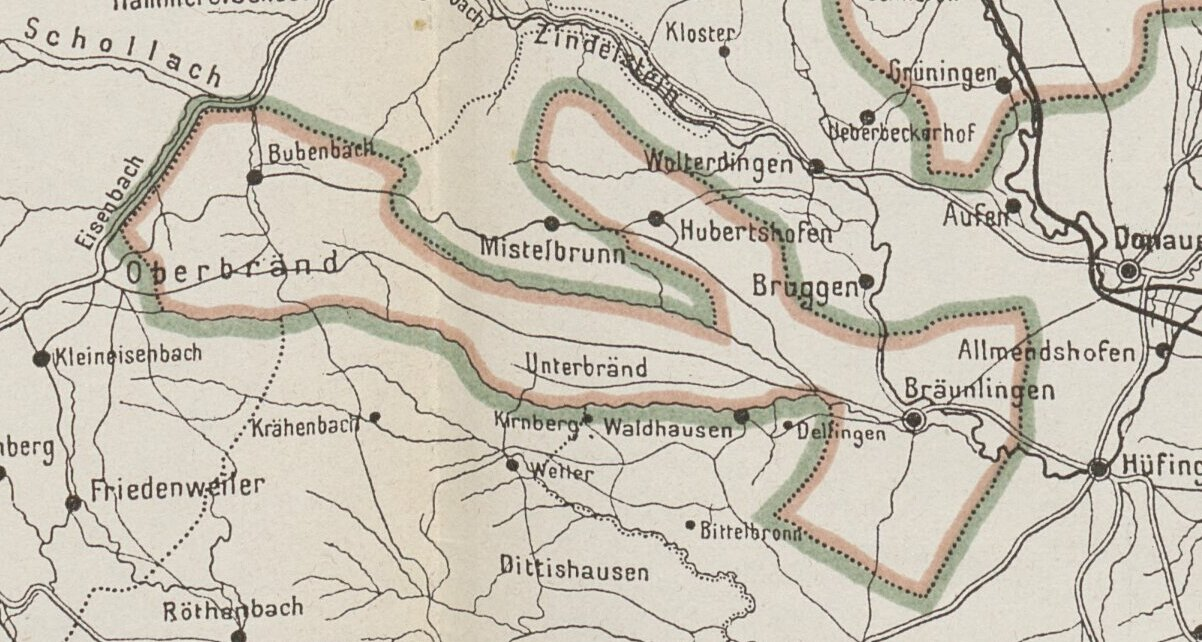
Orte des Stabsamtes Bräunlingen

Das in der Baar am Ufer der Breg gelegene Bräunlingen hatte 1295 unter Heinrich II. von Fürstenberg das Stadtrecht verliehen bekommen. 1305 erstmals als solche bezeichnet, musste sie infolge einer Fehde Heinrichs mit König Albrecht an dessen Haus Habsburg abgetreten werden. Fortan bildete die Stadt mit ihrer ausgedehnten Gemarkung über Jahrhunderte hinweg eine Enklave in fürstenbergischem Gebiet, das nächstgelegene habsburgische Territorium lag rund um die Stadt Villingen. Im Rahmen des vorderösterreichischen Breisgaus zählten beide zu den Breisgauer Landständen. Mit dem Pressburger Frieden 1805 fielen sie an Württemberg, mit Inkrafttreten der Rheinbundakte 1806 unter die Landeshoheit Badens. Dessen Regierung errichtete daher im Sommer 1807 das Obervogteiamt Villingen, dem sie Bräunlingen verwaltungsmäßig zuordnete. Aus diesem entstand Anfang 1810 das Amt Villingen und Mitte 1813 das Bezirksamt Villingen.

### Zeit seines Bestehens
Im Sommer 1820 wurde der bis dahin in Villingen für Bräunlingen zuständige Amtmann dorthin versetzt. Bie Bezeichnung Stabsamt bedeutete lediglich, dass die personelle Ausstattung geringer war als bei einem regulären Bezirksamt, der leitende Beamte hatte zusätzlich das Amtsrevisorat zu übernehmen.
Die Einwohnerzahlen lagen 1825 bei 2187, 1832 bei 2292. In diesem Jahre verteilten sie sich auf folgende Ortschaften:
- Bräunlingen: 1482
- Hubertshofen: 248
- Bubenbach: 244
- Oberbränd: 150
- Unterbränd: 105

Im Herbst 1840 wurde das Stabsamt aufgelöst und erneut dem Bezirksamt Villingen eingegliedert.
Die, im Rahmen der Verwaltungsgliederung des Landes, übergeordneten Behörde war zunächst der der alte, ab 1832 der neue Seekreis.

## Weitere Entwicklung
1842 wechselten die fünf Orte zum Bezirksamt Hüfingen und bei dessen Auflösung 1849 zum Bezirksamt Donaueschingen. Aus diesem entstand 1939 der Landkreis Donaueschingen. Anfang 1973 wurde er aufgeteilt, dabei kamen Bräunlingen und Umgebung zum Schwarzwald-Baar-Kreis. Einen anderen Weg gingen die ganz im Westen liegenden Orte Bubenbach und Oberbränd. Noch im Laufe des Jahres 1849 wurden sie von Donaueschingen abgetrennt und dem Bezirksamt Neustadt zugeteilt. Über den Landkreis Neustadt kamen sie 1973 zum Landkreis Breisgau-Hochschwarzwald.

## Leiter der Verwaltung
Die Leitung der Verwaltung, mit unterschiedlichen Titeln, hatten inne:
- 1820 bis 1828: Thadäus Handtmann
- 1828 bis 1834: Anton Felix Ruckmich
- 1834 bis 1840: Leopold Felder